# Chorvatská liga ledního hokeje 2004/2005
Chorvatská liga ledního hokeje 2004/2005 byla čtrnáctou sezónou Chorvatské hokejové ligy v Chorvatsku, které se zúčastnilo celkem 5 týmů. Ze soutěže se nesestupovalo.

## Systém soutěže
První kolo se hrály čtyři zápasy. Po skončení prvního kola postupovaly čtyři nejlepší týmy do druhého kola. Druhé kolo se odehrálo třináct zápasů. Všichni čtyři účastníci druhého kola se kvalifikovali do play-off. Vítězové ze semifinále postoupili do finále, poražení hráli o třetí místo.

## Základní část

### První kolo
| Vysvětlivka                 |
| --------------------------- |
| Postupující do druhého kola |

| Poř. | Tým                | Z | V | R | P | VG | OG | B |
| ---- | ------------------ | - | - | - | - | -- | -- | - |
| 1.   | KHL Medveščak      | 4 | 4 | 0 | 0 | 33 | 10 | 8 |
| 2.   | KHL Zagreb         | 4 | 3 | 0 | 1 | 33 | 7  | 6 |
| 3.   | KHL Mladost Zagreb | 4 | 2 | 0 | 2 | 27 | 16 | 4 |
| 4.   | KHL Medveščak II   | 4 | 1 | 0 | 3 | 9  | 28 | 2 |
| 5.   | HASK Zagreb        | 4 | 0 | 0 | 4 | 4  | 45 | 0 |

### Druhé kolo
| Vysvětlivka               |
| ------------------------- |
| Postupující do semifinále |

| Poř. | Tým                | Z  | V  | R | P  | VG  | OG  | B  |
| ---- | ------------------ | -- | -- | - | -- | --- | --- | -- |
| 1.   | KHL Medveščak      | 13 | 13 | 0 | 0  | 120 | 32  | 26 |
| 2.   | KHL Zagreb         | 13 | 7  | 0 | 6  | 71  | 47  | 14 |
| 3.   | KHL Mladost Zagreb | 13 | 6  | 0 | 7  | 69  | 55  | 12 |
| 4.   | KHL Medveščak II   | 13 | 2  | 0 | 11 | 39  | 124 | 4  |

## Playoff

### Pavouk
|  | Semifinále | Semifinále         | Semifinále |  |  | Finále | Finále             | Finále |
|  |            |                    |            |  |  |        |                    |        |
|  | 1          | KHL Medveščak      | 2          |  |  |        |                    |        |
|  | 4          | KHL Medveščak II   | 0          |  |  |        |                    |        |
|  |            |                    |            |  |  | 1      | KHL Medveščak      | 3      |
|  |            |                    |            |  |  | 3      | KHL Mladost Zagreb | 0      |
|  | 2          | KHL Zagreb         | 0          |  |  |        |                    |        |
|  | 3          | KHL Mladost Zagreb | 2          |  |  |        |                    |        |

### Semifinále
- KHL Medveščak – KHL Medveščak II 2:0 (11:6,18:3)
- KHL Zagreb – KHL Mladost Zagreb 0:2 (2:6,3:4)

### O třetí místo
- KHL Zagreb – KHL Medveščak II 3:0 (9:2,7:5,10:1)

### Finále
- KHL Medveščak – KHL Mladost Zagreb 3:0 (5:1,6:2,7:1)